# U-290
U-290 — средняя немецкая подводная лодка типа VIIC времён Второй мировой войны.

## История
Заказ на постройку субмарины был отдан 5 июня 1941 года. Лодка была заложена 12 октября 1942 года на верфи Бремен-Вулкан под строительным номером 55, спущена на воду 16 июня 1943 года. Лодка вошла в строй 24 июля 1943 года под командованием оберлейтенанта Хартмута Стренгера.

### Командиры
- 24 июля 1943 года — 26 декабря 1943 года капитан-лейтенант Хартмут Стренгер
- 27 декабря 1943 года — апрель 1945 года оберлейтенант цур зее Гельмут Герглотц
- апрель 1945 - 4 мая 1945 года оберлейтенант цур зее Хайнц Баум

### Флотилии
- 24 июля 1943 года — 30 апреля 1944 года — 8-я флотилия (учебная)
- 1 мая 1944 года — 31 июля 1944 года — 6-я флотилия
- 1 августа 1944 года — 27 августа 1944 года — 11-я флотилия
- 28 августа 1944 года — 15 февраля 1945 года — 8-я флотилия
- 16 февраля 1945 года — 3 мая 1945 года — 4-я флотилия (учебная)

### История службы
Лодка совершила 3 боевых похода, успехов не достигла. Затоплена в мае 1945 года в заливе Кюмпфермюлен, Фленсбург.

### Атаки на лодку
- 14 июня 1944 года норвежский самолёт «Москито» атаковали лодку, ранили 8 членов экипажа и нанесли повреждения кораблю. Через два дня U-290 вернулась в Берген, Норвегия.